# Гордана Силяновска
Го̀рдана Силя̀новска-Да̀вкова (на македонска литературна норма: Гордана Силјановска-Давкова) е северномакедонска юристка и политик, шести президент на Северна Македония.

## Биография
Родена е на 11 май 1953 година в град Охрид, тогава във Федеративна народна република Югославия, днес в Северна Македония. През 1973 година завършва средното си образование в Скопие. През 1978 година завършва Юридическия факултет на Скопския университет. Защитава докторска степен по право в университета на Любляна през 1993 година.
От 1990 до 1992 година е членка на конституционната комисия при Събранието на Северна Македония. От 1992 до 1994 е министър без ресор в първото правителство на Бранко Цървенковски.
От 1995 година е асистент в Скопския университет. От 2000 година е доцент, а от 2004 година – професор по конституционно право и политически системи. Членка е на Венецианската комисия от 2008 до 2016 година.
През 2017 – 2018 година като общественичка се обявява срещу закона за разширяване употребата на албанския език, срещу Договора за приятелство с България и Преспанското споразумение. На 16 февруари 2019 година е избрана от ВМРО – Демократическа партия за македонско национално единство за неин кандидат за президент на Северна Македония.
През 2024 година след категорична победа срещу Стево Пендаровски е избрана за президент на Северна Македония.